# 유성구 (선거구)
유성구는 대한민국의 옛 국회의원 선거구이다. 당시 대전광역시 유성구 지역을 관할했다.

## 역사
대한민국 제15대 국회의원 선거를 앞두고 서구·유성구 선거구에서 분리되어 신설되었다. 
대한민국 제20대 국회의원 선거를 앞두고 유성구의 인구가 상한선을 초과하면서 유성구 갑, 유성구 을 선거구로 분리되며 폐지되었다.

## 역대 국회의원
| 선거   | 정당 | 정당         | 의원   |
| ------ | ---- | ------------ | ------ |
| 1996년 |      | 자유민주연합 | 조영재 |
| 2000년 |      | 새천년민주당 | 송석찬 |
| 2004년 |      | 열린우리당   | 이상민 |
| 2008년 |      | 자유선진당   | 이상민 |
| 2012년 |      | 민주통합당   | 이상민 |

## 역대 선거 결과

### 대한민국 제15대 국회의원 선거
|  | 40.50% |

|  | 26.50% |

|  | 15.29% |

|  | 12.74% |

|  | 2.64% |

|  | 1.18% |

|  | 1.11% |

### 대한민국 제16대 국회의원 선거
|  | 35.23% |

|  | 31.62% |

|  | 18.23% |

|  | 14.90% |

### 대한민국 제17대 국회의원 선거
|  | 32.15% |

|  | 30.67% |

|  | 18.00% |

|  | 15.95% |

|  | 3.20% |

### 대한민국 제18대 국회의원 선거
|  | 41.30% |

|  | 22.41% |

|  | 16.70% |

|  | 12.76% |

|  | 6.32% |

|  | 0.48% |

### 대한민국 제19대 국회의원 선거
|  | 52.54% |

|  | 30.72% |

|  | 15.91% |

|  | 0.80% |

## 같이 보기
- 대전 유성구의 국회의원